# Spartak Sankt Petersburg (hokej na lodzie)
Spartak Sankt Petersburg (ros. Спартак Санкт-Петербург) – rosyjski klub hokeja na lodzie z siedzibą w Petersburgu.

## Historia
Klub Spartak Lenigrad został założony w 1947. W sezonie 1962/19963 występował w najwyższej radzieckiej klasie rozgrywkowej. Rozwiązano go w 1965. W 1996 reaktywowano i istniał do 2007.
W 2019 powstał klub młodzieżowy MHK Spartak Sankt Petersburg.

## Sukcesy
- Brązowy medal wyższej ligi: 1999

## Szkoleniowcy
Trenerem w klubie był Michaił Krawiec.